# 阿尼魯德·拉維昌德
阿尼魯德·拉維昌德（英語：Anirudh Ravichander，1990年10月16日—）或稱為阿尼魯德（Anirudh），印度男作曲家及歌手，主要在考萊塢工作，也為幾部寶萊塢和托萊塢電影音樂作曲。他的獎項涵蓋了南印度電影觀眾獎、南印度國際電影獎、愛迪生獎和維傑獎。
他為2012年電影《拉姆和简娜尼》創作的首支歌曲〈女孩，為何殺氣騰騰？〉風靡全球，在YouTube上的觀看次數超過4億。AR·穆卡朵斯請他為维杰主演的《匕首》（2014年）創作音樂，包括熱門歌曲〈自拍女孩〉；直到2019年為拉吉尼坎特電影《終極舍監》創作音樂以前，《匕首》原聲帶都是阿尼魯德最受矚目的配樂作品。
阿尼魯德2016年與索尼音樂印度簽約。

## 外部連結
- 阿尼魯德·拉維昌德的Facebook專頁
- 阿尼魯德·拉維昌德在互联网电影资料库（IMDb）上的資料（英文）